# Distrito de Chacapalpa

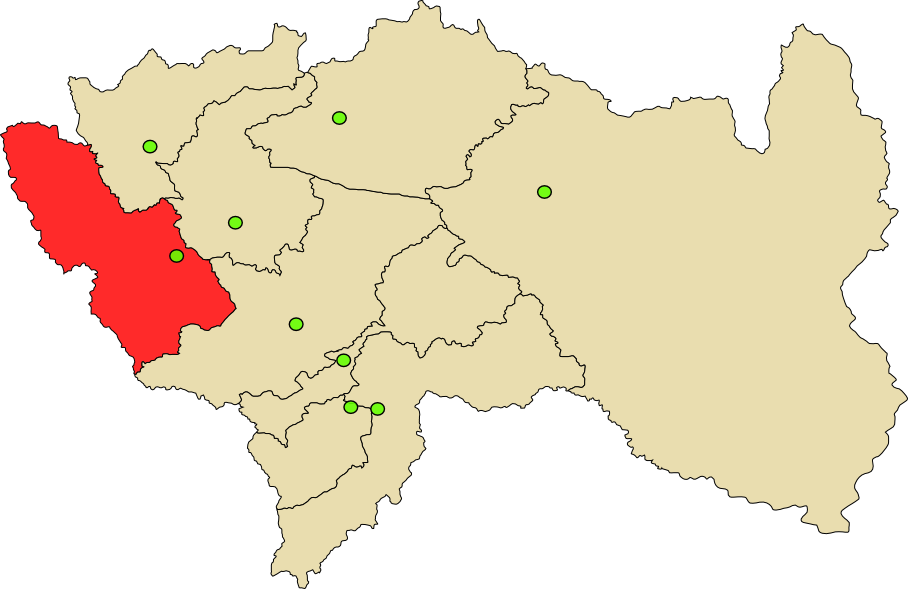
Provincia de Yauli en el Departamento de Junín

El Distrito de Chacapalpa es uno de los diez distritos de la Provincia de Yauli, ubicada en el Departamento de Junín, bajo la administración del Gobierno Regional de Junín, en la sierra central del Perú.
Dentro de la división eclesiástica de la Iglesia Católica del Perú, pertenece a la Vicaría V de la Arquidiócesis de Huancayo

## Historia
El distrito fue creado mediante Ley del 28 de noviembre de 1876, en el gobierno del Presidente Mariano Ignacio Prado Ochoa.

## Geografía
Abarca una superficie de 183,06 kilómetros cuadrados.

## Capital
Tiene como capital al pueblo de Chacapalpa.

## Autoridades

### Municipales
- 2019 - 2022
  - Alcalde: Peter Zenin Flores Fierro (Movimiento Regional Sierra y Selva Contigo Junín

- 2015 - 2018[2]
  - Alcalde: Manuel Fausto Cano Fierro, Movimiento Junín Sostenible con su Gente(JSG).
  - Regidores: Félix Alejandro Mendoza Robladillo(JSG), Michael Ciro Zacarías Camacuari (JSG), Kely Karina Porras Torres (JSG), Maribel Rosario Cuyabamba Cochachi (JSG), Alberto Matías Yarasca Nieva (Perú Libre).
- 2011-2014
  - Alcalde: Olimpio Mario Hinostroza Maraví, Movimiento Independiente Regional La Carita Feliz (LCF)[3][4]
  - Regidores: David Cipriano Yarasca (LCF), July Maribel Cano Fierro (LCF), Marleni Soledad Tejeda Aliaga (LCF), Abel Justo Porras García (LCF), Juan Félix Porras Arias (Convergencia Regional Descentralista).
- 2007-2010
  - Alcalde: Emiterio Celedonio Guerra Casas

### Policiales
- Comisaría de La Oroya
  - Comisario: Cmdte. PNP. Dennis Pizarro.[5]

### Religiosas
- Arquidiócesis de Huancayo[6]
  - Arzobispo de Huancayo: Mons. Pedro Barreto Jimeno, SJ.
  - Vicario episcopal: Pbro. Enrique Tizón Basurto.
- Parroquia Cristo Rey[7]
  - Párroco: Pbro. Enrique Tizón Basurto.